# Малий Волкерс-Кі
Мали́й Во́лкерс-Кі (Малий Волкер, англ. Little Walker's Cay) — рівнинний острів в складі Багамських островів. В адміністративному відношенні відноситься до району Гранд-Кі.
Острів розташований на півночі архіпелагу Абако за 168 км на схід від півострову Флорида та за 700 м на північний захід від острова Волкерс-Кі. Має видовжену форму протяжністю 650 м, шириною до 100 м.

## Туризм
Як і Волкерс-Кі відомий своїм прибережним мілководдям. Тут мешкає багато риб, особливо акул, яких можна годувати з рук. Окрім цього тут розвинений дайвінг. 2002 року бар'єрний риф з навколишніми водами на північ від острова були оголошені національним парком.